# Parafia Najświętszej Maryi Panny Królowej Polski w Radomsku
Parafia Najświętszej Maryi Panny Królowej Polski w Radomsku – parafia rzymskokatolicka w Radomsku.
Należy do dekanatu Radomsko – Najświętszego Serca Pana Jezusa archidiecezji częstochowskiej. Została utworzona w 1982 roku.

## Grupy parafialne
Krąg Rodzin Oazowych – 1 krąg, Dzieci Maryi – 12, ministranci – 31, lektorzy – 22, schole – 8 (młodzieżowa) i 6 (dziecięca), chór parafialny – 26, Żywy Różaniec – 3 róże